# NGC 973
NGC 973 je galaksija u zviježđu Trokut.

## Vanjske poveznice
- SEDS: NGC 973